# Epicauta seriata
Epicauta seriata là một loài bọ cánh cứng trong họ Meloidae. Loài này được Ren & Yang miêu tả khoa học năm 2007.